# Морская полиция: Новый Орлеан (7-й сезон)
Седьмой и финальный сезон американского телесериала «Морская полиция: Новый Орлеан» премьера которого состоялась 8 ноября 2020 года, заключительная серия сезона вышла 23 мая 2021 года. Количество эпизодов в сезоне составляет шестнадцать. 

## Сюжет
История работы службы криминальных расследований ВМС в Новом Орлеане, городе, который является магнитом для военнослужащих в отпуске, желающих как следует поразвлечься.

## В ролях

### Основной состав
- Скотт Бакула — Дуэйн Кассий «Король» Прайд, старший спецагент, руководитель подразделения.
- Ванесса Ферлито — Тэмми Грегорио, специальный агент Морской полиции и бывший агент ФБР.
- Роб Керкович — Себастьян Лунд, судмедэксперт.
- Си Си Эйч Паундер — доктор Лоретта Уэйд, медэксперт-патологоанатом.
- Некар Задеган — Ханна Кури, служба безопасности морской пехоты и руководитель группы.
- Дэрил Митчелл — Паттон Плам, специалист по компьютерам.
- Чарльз Майкл Дэвис - Квентин Картер, специальный агент морской полиции.
- Челси Филд - Рита Деверо, адвокат Соединенных штатов, базирующийся в Вашингтоне, невеста Дуэйна Прайда.

## Эпизоды
| № общий | № в сезоне | Название                                                     | Режиссёр          | Автор сценария            | Дата премьеры   | Произв. код | Зрители в США (млн) |
| --- | ---------- | ------------------------------------------------------------ | ----------------- | ------------------------- | --------------- | ----------- | ------------------- |
| 140 | 1          | «Что-то в воздухе, Часть 1» «Something in the Air, Part 1»   | Джеймс Уитмор мл. | Кристофер Силбер & Ян Нэш | 8 ноября 2020   | 701         | 4.65                |
| Пока Новый Орлеан борется с последствиями COVID-19, Прайд посылает Тэмми и Картера расследовать подозрительную смерть на борту гуманитарного судна в море, где они узнают что некоторые члены экипажа заражены смертельной болезнью. Кроме того, Уэйд ошеломлен большим объемом работы в морге из-за COVID-19. |            |                                                              |                   |                           |                 |             |                     |
| 141 | 2          | «Что-то в воздухе, Часть 2» «Something in the Air, Part 2»   | Джеймс Уитмор мл. | Кристофер Силбер & Ян Нэш | 15 ноября 2020  | 702         | 4.71                |
| Пока Тэмми и Картер продолжают расследовать подозрительную смерть на борту зараженного COVID-19 гуманитарного судна в открытом море, Прайд и команда обнаруживают, что данные которые они послали для распространения, могут содержать ключ к поиску убийцы. Кроме того, Рита возвращается в Новый Орлеан, чтобы удивить Прайда, Уэйд помогает скорбящей женщине, которая не может найти своего брата, умершего от COVID-19, а Паттон и его крестница ссорятся. |            |                                                              |                   |                           |                 |             |                     |
| 142 | 3          | «Один из наших» «One of Our Own»                             | Харт Бокнер       | Рон МакГи                 | 22 ноября 2020  | 703         | 4.90                |
| 143 | 4          | «Мы все падаем…» «We All Fall…»                              | Неизвестно        | Неизвестно                | 13 декабря 2020 | 704         | 5.17                |
| 144 | 5          | «Операция Драно, часть I» «Operation Drano, Part I»          | Неизвестно        | Неизвестно                | 3 января 2021   | 705         | 4.54                |
| 145 | 6          | «Операция Драно, часть 2» «Operation Drano, Part 2»          | Неизвестно        | Неизвестно                | 10 января 2021  | 706         | 4.67                |
| 146 | 7          | «Леда и лебедь, часть 1» «Leda and the Swan, Part I»         | Неизвестно        | Неизвестно                | 17 января 2021  | 707         | 5.07                |
| 147 | 8          | «Леда и лебедь, часть 2» «Leda and the Swan, Part II»        | Неизвестно        | Неизвестно                | 14 февраля 2021 | 708         | 5.00                |
| 148 | 9          | «В разреженном воздухе» «Into Thin Air»                      | Неизвестно        | Неизвестно                | 21 февраля 2021 | 709         | 4.93                |
| 149 | 10         | «Дорога домой» «Homeward Bound»                              | Неизвестно        | Неизвестно                | 28 февраля 2021 | 710         | 5.03                |
| 150 | 11         | «Спрятан» «Stashed»                                          | Неизвестно        | Неизвестно                | 28 марта 2021   | 711         | 4.86                |
| 151 | 12         | «Давным-давно» «Once Upon a Time»                            | Неизвестно        | Неизвестно                | 4 апреля 2021   | 712         | 4.63                |
| 152 | 13         | «Выбор» «Choices»                                            | Неизвестно        | Неизвестно                | 2 мая 2021      | 713         | 4.79                |
| 153 | 14         | «Иллюзии» «Illusions»                                        | Неизвестно        | Неизвестно                | 9 мая 2021      | 714         | 4.96                |
| 154 | 15         | «Бегает в семье» «Runs in the Family»                        | Неизвестно        | Неизвестно                | 16 мая 2021     | 715         | 4.98                |
| 155 | 16         | «Пусть идут хорошие времена» «Laissez Les Bons Temps Rouler» | Неизвестно        | Неизвестно                | 23 мая 2021     | 716         | 5.18                |

## Производство

### Разработка
6 мая 2020 года телеканал CBS объявил о продление телесериала на седьмой сезон. Премьера сезона запланирована на 8 ноября 2020 года. 17 февраля 2021 года телеканал CBS объявил о том, что седьмой сезон станет финальным для сериала.

### Съемки
Съемочный процесс седьмого сезона сериала должен начаться 21 сентября 2020 года. Съемки сериала завершились 13 марта 2021 года.

### Кастинг
29 сентября 2020 года стало известно что Челси Филд играющая Риту Деверо становится постоянным членом актерского состава с седьмого сезона.